# Червено
Червено (итал. Cerveno) насеље је у Италији у округу Бреша, региону Ломбардија.
Према процени из 2011. у насељу је живело 639 становника. Насеље се налази на надморској висини од 420 м.

## Становништво
Према резултатима пописа становништва 2011. у општини је живело 663 становника.
| 1951. | 1961. | 1971. | 1981. | 1991. | 2001. | 2011. |
| ----- | ----- | ----- | ----- | ----- | ----- | ----- |
| 787   | 708   | 610   | 598   | 617   | 659   | 663   |